# Constitución del Año I

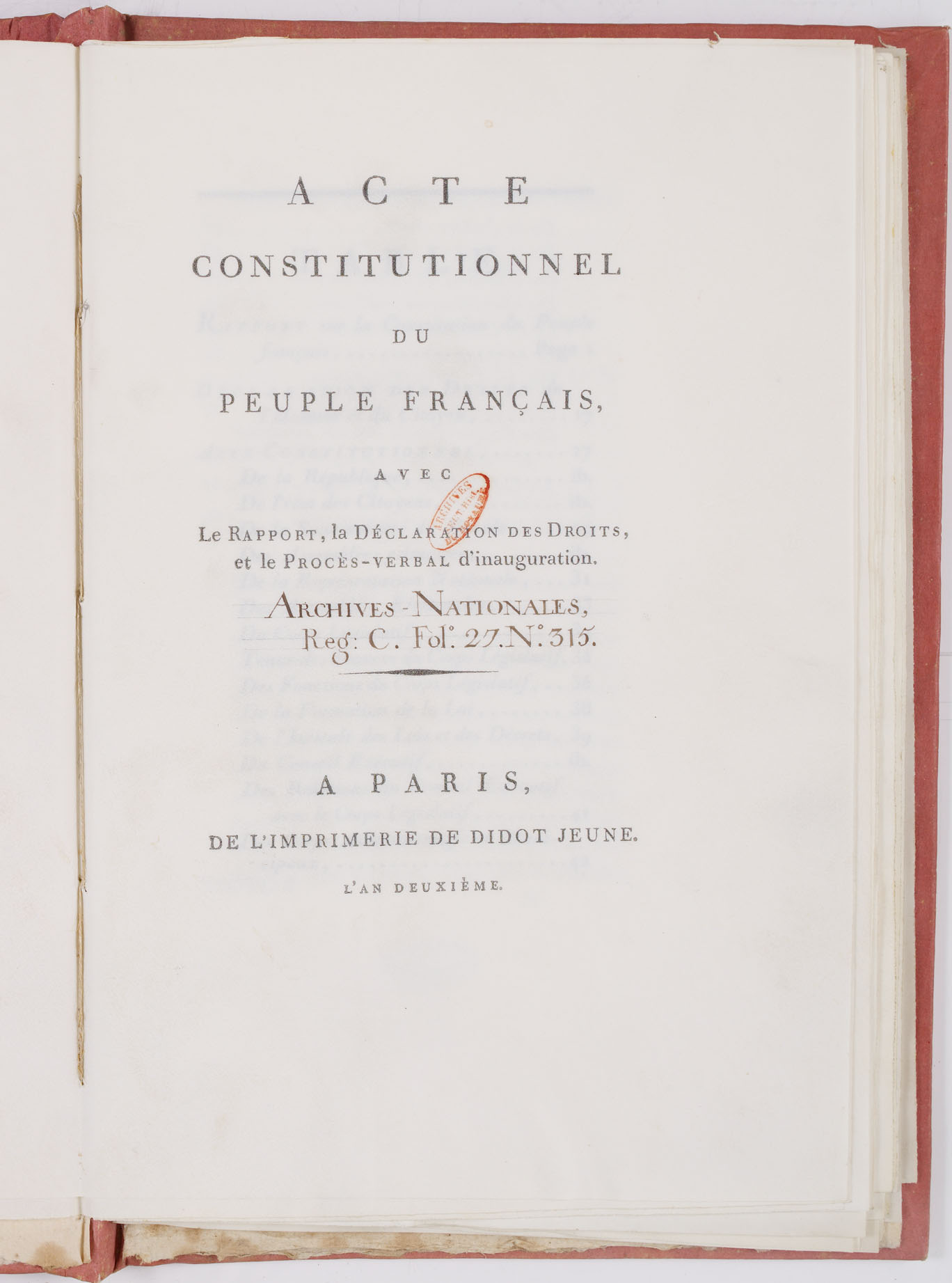
Constitución del Año I.

La Constitución del Año I fue la primera constitución republicana francesa, redactada por la Convención Nacional y aprobada el 24 de junio de 1793. Entre otros, incluía principios como la soberanía popular, el sufragio universal directo entre los derechos del hombre y del ciudadano y el tan discutido derecho de rebelión, como consecuencia de todos los demás derechos.
Es una pieza magistral del racionalismo ilustrado francés de carácter revolucionario,  que declara los derechos del hombre. El 1 de junio de 1793 se produjo la purga de la Convención Nacional y varios diputados y ministros girondinos fueron arrestados. La facción de la Montaña, dominada por jacobinos, se hizo con el control de la Convención Nacional.
El texto incluyó una nueva declaración de derechos del hombre y del ciudadano. De esta manera, la nueva Declaración, basada en el Derecho Natural, instauraba el sufragio universal masculino, proclamaba la libertad económica y completaba el derecho de resistencia a la opresión con el derecho de rebelión. Reconocía también los derechos a la educación, al trabajo y a la asistencia pública. Instaura la división de los poderes ejecutivo, legislativo y judicial.

El pueblo francés, convencido de que el olvido y el desprecio de los derechos naturales del hombre, son las únicas causas de las desgracias del mundo, ha resuelto exponer en una declaración solemne, estos derechos sagrados e inalienables, para que todos los ciudadanos, pudiendo comparar en todo momento los actos del gobierno con la finalidad de toda institución social, no se dejen nunca oprimir ni envilecer por la tiranía, para que el pueblo tenga siempre ante sus ojos las bases de su libertad y de la su felicidad, el magistrado la regla de sus deberes, el legislador el objeto de su misión. En consecuencia, proclama en presencia del Ser supremo, la declaración de los derechos del hombre y del ciudadano.
Primer párrafo de la Constitución de 1793, creada por jacobinos

La Constitución consta de 24 apartados, y está dividida 124 artículos. No llegó a entrar en vigor por la situación de guerra. Fue reemplazada en 1795 por la Constitución del Año III que estableció el Directorio.